# Topol-M

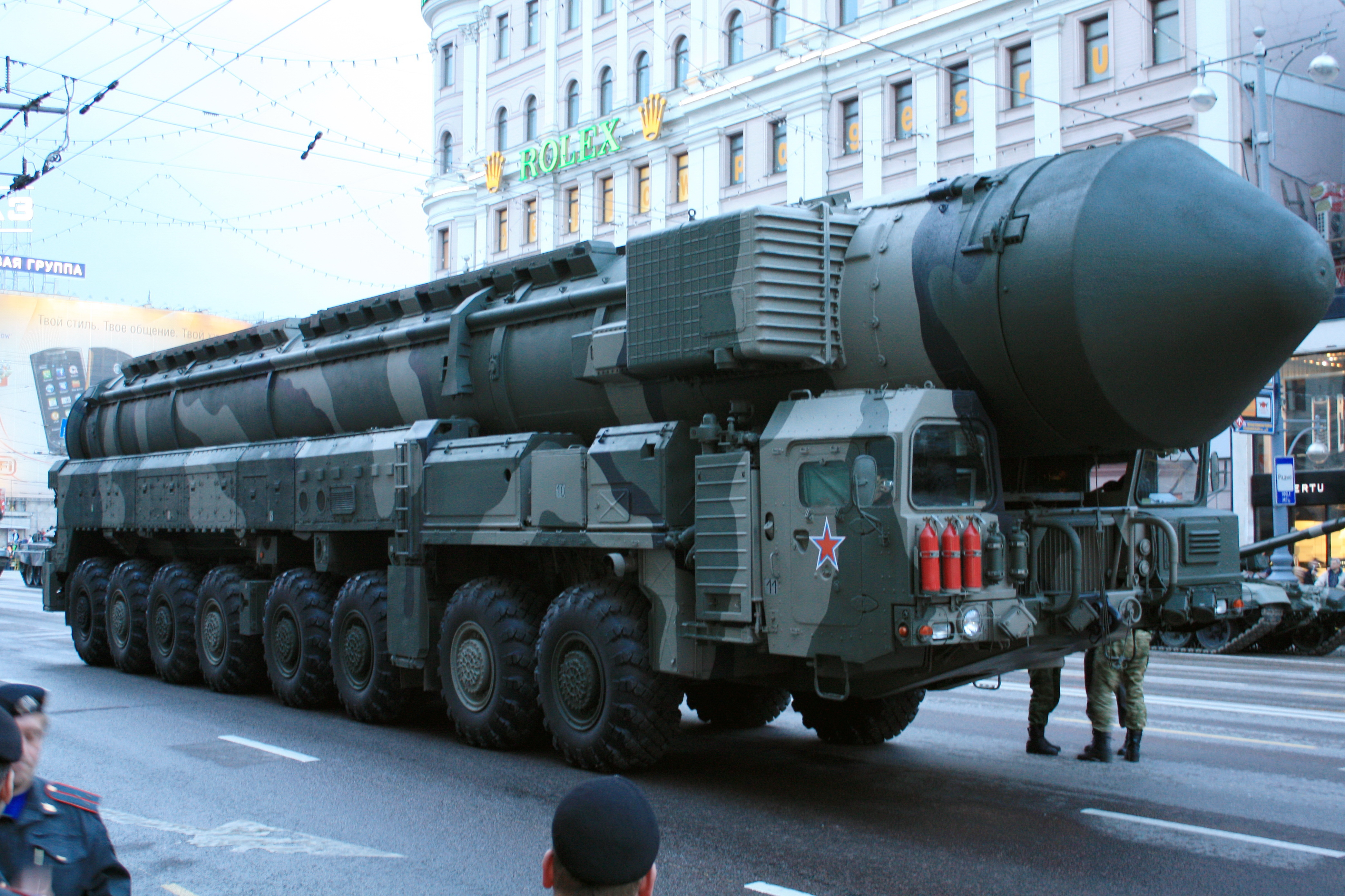
Mobiele lanceerinstallatie met Topol-M tijdens de generale repetitie voor de parade voor de Dag van de Overwinning te Moskou in 2010.

De RT-2OETTCH «Topol-M» (Russisch: РТ-2УТТХ «Тополь-М», NAVO-codenaam: SS-27 Sickle B) ook: RS-12M1, RS-12M2 of RT-2PM2 genoemd, is een intercontinentale raket die is ontwikkeld in Rusland en momenteel gebruikt wordt in de Strategische Raketstrijdkrachten. Het was tot de introductie van de RS-24 Jars de modernste Russische intercontinentale raket en de eerste die in Rusland werd ontwikkeld na het uiteenvallen van de Sovjet-Unie.
De Russische benaming 'RT' staat voor "raketa tverdotoplivnaja" ofwel "vaste brandstofraket" en 'OETTCH' staat voor "oeloetsjsjennye taktiko-rechnitsjeskieje charakteristiki"ofwel "[met] verbeterde tactische en technische eigenschappen". "Topol" betekent "witte populier". De raket is ontwikkeld en wordt geproduceerd door het Moskous Instituut voor Warmtetechniek en de raket wordt gebouwd in de Machinefabriek van Votkinsk in Votkinsk (Oedmoertië).

## Eigenschappen
De Topol-M is een verticaal gelanceerde, drie-traps, vastebrandstofaangedreven intercontinentale raket, die kan worden gelanceerd vanuit een raketsilo of vanaf een mobiele lanceerinstallatie. De raket is gemaakt van koolstofvezel. De lengte van de raket bedraagt 22,7 meter en de eerste trap heeft een diameter van 1,9 meter. De massa van de raket bij lancering bedraagt 47.200 kg inclusief de 1200 kg zware nuttige lading. De Topol-M draagt een kernkop met een lading van 800 kiloton TNT-equivalent, maar het ontwerp is vergelijkbaar met MIRV-kernkoppen (meervoudige kernkop). Volgens hoofdontwerper Joeri Solomonov kan de raket vier tot zes kernkoppen dragen samen met lokazen. De raket heeft een ontwerpbereik van ten minste 2000 kilometer en maximaal 10.500 kilometer. De raket heeft drie trappen met vastebrandstofmotor met een autonome vluchtleiding op basis van traagheidsnavigatie, waarbij gebruikgemaakt wordt van een GLONASS-ontvanger aan boord. Beweerd wordt dat de Topol-M de hoogste nauwkeurigheid heeft van alle Russische intercontinentale raketten met een CEP van 200 meter.
De Topol-M kan worden gelanceerd vanuit een gepantserde raketsilo, die bestand zou moeten zijn tegen een directe atoominslag, maar ook vanaf een APU 15U168-lanceerder gemonteerd op het door 16 wielen aangedreven mobiel lanceervoertuig MZKT-79221 "Universal". Dit mobiele lanceervoertuig is in staat om zich over oneffen terrein te verplaatsen en een raket vanaf elk punt op zijn weg te lanceren. De vanuit een raketsilo gelanceerde Topol-M-raket wordt door het Russische Leger waarschijnlijk aangeduid als RS-12M2 en de mobiele versie als RS-12M1.
De eerste trap telt drie raketmotoren die de raket een veel grotere versnelling geven dan andere intercontinentale raketten. De raket kan hierdoor versnellen tot een snelheid van 7.320 m/sec en een vlakker traject volgen. Door de aandrijving met vaste brandstof kan de raket paraat worden gehouden voor een lange periode en kan deze reeds enkele minuten worden gelanceerd na een bevel hiertoe.
Volgens Rusland is de raket ontworpen om immuun te zijn tegen alle reeds bestaande en nog geplande raketafweersystemen van de Verenigde Staten. Volgens haar is de raket in staat om ontwijkende bewegingen te maken om te voorkomen dat deze voortijdig vernietigd wordt door het Amerikaanse THAAD-luchtverdedigingssysteem en is de raket voorzien van elektronische tegenmaatregelen en lokazen (vergelijkbaar met antiradarsneeuw). De raket is beschermd tegen straling, elektromagnetische puls, atoomexplosies op afstanden tot 500 meter en is de raket ontworpen om bestand te zijn tegen een inslag van enige vorm van laser door een energiewapen.
De Topol-M is ook bekend om de snelle ontbrandingstijd van de motoren na het lanceren, waarmee geprobeerd wordt om de ontdekking van de lancering door satellieten te minimaliseren en daarmee een vroegtijdig alarm en onderschepping door raketafweersystemen tijdens de boost fase (als de raket bezig is zijn maximale snelheid te behalen). De raket heeft verder een relatief vlak ballistisch traject, wat het moeilijker maakt voor de luchtverdediging om de raket te detecteren en te onderscheppen. Volgens The Washington Times heeft Rusland in 2005 een succesvolle test verricht met ontwijkende bewegingen. De betreffende raket werd gelanceerd vanaf Kapoestin Jar en veranderde van koers nadat de eerste trap werd afgeworpen, waardoor het moeilijk was om de terugkeer in de atmosfeer te kunnen bepalen.

## Ontwikkeling en inzet
De ontwikkeling van de raket startte in de late jaren 1980 als een upgrade van voorganger RT-2PM Topol (SS-25 'Sickle'). In 1992 volgde een herontwerp van de raket. De eerste testvlucht vond plaats op 20 december 1994. De eerste 2 raketten werden in gebruik genomen in december 1997 en de eerste twee regimenten kregen de beschikking over elk 10 raketten in december 1998 en in 1999. In 2000 werd de raket officieel in dienst gesteld per presidentieel decreet. Een derde, vierde en vijfde regiment kregen respectievelijk in 2000, 2003 en 2005 de beschikking over Topol-M's en het zesde en laatste regiment zal waarschijnlijk in 2012 de raket ter beheer krijgen. In december 2006 werden de eerste drie mobiele Topol-M-raketten in gebruik genomen door een raketeenheid nabij de stad Tejkovo (oblast Ivanovo).
Tegen het einde van het jaar 2010 hadden de Strategische Raketstrijdkrachten 70 Topol-M-raketsystemen in gebruik, waaronder 52 in silo's en 18 mobiele systemen. Nog eens 8 raketten moesten tot 2012 in gebruik genomen worden. In 2020 moeten de Strategische Raketstrijdkrachten de beschikking hebben over 177 Topol-M-raketten, naast 30 (oudere) UR-100NOETTCH (SS-19) en 108 (nieuwere) RS-24 "Yars" (SS-29). Topol-M-raketten hebben een geschatte levensduur van 15 tot 20 jaar.